# Pethapur
Pethapur fou un estat tributari protegit a l'agència de Mahi Kantha, presidència de Bombai. La població de l'estat era de 7.081 habitants el 1881. El sobirà era descendent de la dinastia hindú d'Anhilvada enderrocada el 1298 pel sultà de Delhi. Siramshi o Sarang Deo, un dels dos fills del darrer rei, va rebre la ciutat de Kalol i rodalia; va tenir diversos descendents el desè dels quals fou Herutaji que el 1445 va matar el seu oncle matern Pitaji, de la tribu dels gohels, i es va apoderar del seu estat i el va anomenar Pethapur; el sobirà va gaudir d'un poder semi independent. Vers 1650 Balbhadra Singh, germà del thakur Punj Singh, va rebre el jagir de Pindarda. El desembre de 1878 va morir el thakur Himat Singh i el 13 de febrer de 1879 el seu fill Gambhir Singh, del clan vaghela dels rajputs, va pujar al tron; com que era menor l'estat va quedar sota administració britànica. El seu fill que va pujar al tron el 1896 amb només un any, Fateh Singh, també va estar sota administració britànica uns anys. El tribut anual era de 863 lliures pagades al Gaikwar de Baroda i els ingressos s'estimaven el 1882 en 1725 lliures.
La capital era Pethapur, a la riba occidental del Sabarmati a 23° 13′ N, 72° 33′ E / 23.217°N,72.550°E amb una població el 1901 de 5.616 habitants.

## Llista de thakurs
- Punj Singh vers 1650
- Ranchhod Singh (fill) vers 1700
- Alguns successors vers 1700-1800
- Ade Singh després de 1800
- Bhawan Singh ?-1861
- Himat Singh 1861-1879 (fill)
- Gambhir Singh 1879-1896 (fill)
- Shri Fateh Singh 1896-1948 (fill)